# Карл Кец
Карл Кец (нім. Karl Koetz; 8 лютого 1908, Берлін, Німецька імперія — 11 червня 1977, Мерано, Італія) — німецький воєначальник, генерал-майор вермахту. Кавалер Лицарського хреста Залізного хреста з дубовим листям.

## Біографія
1 листопада 1925 року вступив в 106-й піхотний полк. З 10 листопада 1938 року — командир роти 105-го піхотного полку, з вересня 1939 року — 6-ї роти 80-го піхотного полку, з травня 1940 року — 6-ї роти 463-го піхотного полку 263-ї піхотної дивізії. Учасник Польської і Французької кампаній. З 1 травня 1941 року — командир 2-го батальйону 463-го піхотного полку. З червня 1941 року брав участь у Німецько-радянській війні. З 1 липня 1943 року — командир 185-го піхотного полку. З 1 вересня 1944 року — командир 349-ї, з 1 квітня 1945 року — 21-ї піхотної дивізії.

## Звання
- Лейтенант (1 листопада 1937)
- Оберлейтенант (1 листопада 1937)
- Гауптман (1 березня 1938)
- Майор (1 січня 1942)
- Оберстлейтенант (1 грудня 1943)
- Оберст (1 червня 1944)
- Генерал-майор (1 грудня 1944)

## Нагороди
- Медаль «За вислугу років у Вермахті» 4-го і 3-го класу (12 років)
- Залізний хрест
  - 2-го класу (13 червня 1940)
  - 1-го класу (1 липня 1941)
- Штурмовий піхотний знак в сріблі
- Лицарський хрест Залізного хреста з дубовим листям
  - лицарський хрест (2 жовтня 1941)
  - дубове листя (№ 374; 24 січня 1944)
- Медаль «За зимову кампанію на Сході 1941/42» (1 вересня 1942)
- Відзначений у Вермахтберіхт
  - «У боях на кордоні Східної Пруссії особливо відзначилися 2 бойові групи під командуванням кавалерів дубового листя оберста Кеца та оберста Лаухерта.» (25 жовтня 1944)